# NGC 2497
NGC 2497 (również PGC 22547 lub UGC 4168) – galaktyka eliptyczna (E-S0), znajdująca się w gwiazdozbiorze Rysia. Odkrył ją William Herschel 18 marca 1790 roku.